# Naguib Mahfouz Medal for Literature
Naguib Mahfouz Medal for Literature (engelsk for Naguib Mahfouz-medaljen for Litteratur) er en litteraturpris der uddeles årligt til en forfatter for den bedste roman skrevet på arabisk inden for de seneste to år, som ikke oversat til engelsk. Prisen er oprettet i 1996 af American University in Cairo Press (Det Amerikanske Universitet i Cairos Forlag). Den består af medalje af sølv, et kontant beløb på 1000 amerikanske dollar, samt oversættelse til og udgivelse af vinderromanen på engelsk. Prisen er opkaldt efter den egyptiske forfatter Naguib Mahfouz som vandt Nobelprisen i litteratur i 1988, og uddeles årligt på hans fødselsdag, den 11. december.

## Vindere
Tidligere vindere.
- 1996: Ibrahim Abdel Meguid, The Other Place; og Latifa al-Zayyat, The Open Door
- 1997: Mourid Barghouti, I Saw Ramallah; og Yusuf Idris, City of Love and Ashes
- 1998: Ahlam Mosteghanemi, Memory in the Flesh
- 1999: Edwar al-Kharrat, Rama and the Dragon
- 2000: Hoda Barakat, The Tiller of Waters
- 2001: Somaya Ramadan, Leaves of Narcissus
- 2002: Bensalem Himmich, The Polymath
- 2003: Khairy Shalaby, The Lodging House
- 2004: Alia Mamdouh, The Loved Ones
- 2005: Yusuf Abu Rayya, Wedding Night
- 2006: Sahar Khalifeh, The Image, the Icon, and the Covenant[4]
- 2007: Amina Zaydan, Red Wine
- 2008: Hamdi Abu Golayyel, A Dog with No Tail
- 2009: Khalil Sweileh, The Scribe of Love[5]
- 2010: Miral al-Tahawy, Brooklyn Heights[6]
- 2011: Tildelt til "Det egyptiske folks revolutionære kreativitet"[7]
- 2012: Ezzat el Kamhawi, House of the Wolf[8][9]
- 2013: Khaled Khalifa, No Knives in this City's Kitchens[10]
- 2014: Hammour Ziada, Shawq al-darwish (The Longing of the Dervish)[11]
- 2015: Hassan Daoud, La Tareeq Ila Al-Jannah ('No Road to Paradise')[12]